# Wemberma
Wemberma (parfois transcrit « Wonberma ») est un woreda de la région Amhara, en Éthiopie, issu de la subdivision de l'ancien woreda Bure Wemberma. Il compte 100 570 habitants en 2007. Son centre administratif est Shendi.

## Situation
Wemberma fait partie de la zone Mirab Godjam de la région Amhara.
Bordé par le  Nil Bleu, il est limitrophe des régions Oromia et Benishangul-Gumuz au sud ; de la zone Agew Awi au nord-ouest et du woreda Bure à l'est.
Son centre administratif, Shendi, se trouve à environ 2 100 m d'altitude, 18 km au sud-ouest de Bure.

## Histoire
Wemberma reprend le nom d'un ancien district qui s'étendait au nord du Nil Bleu entre les rivières Zingini et Fatam[réf. souhaitée].
Plus récemment, les woredas Bure et Wemberma sont issus de la séparation en 2007 de l'ancien woreda « Bure Wemberma » dont le centre administratif était Bure.

## Démographie
D'après le recensement national de 2007 réalisé par l'Agence centrale de la statistique (Éthiopie), Wemberma compte 100 570 habitants et 10,5 % de sa population est urbaine,.
La plupart des habitants (92 %) sont orthodoxes et 7,5 % sont musulmans.
La population urbaine correspond aux 10 607 habitants de Shendi.
Avec une superficie de 1 354 km2[réf. souhaitée], le woreda a en 2007 une densité de population de 74 personnes par km2.
Début 2022, la population est estimée, par projection des taux de 2007, à 137 247 personnes.